# Tapomeak
Tapomeak (Tapo Meac) ist eine osttimoresische Aldeia im Suco Manapa (Verwaltungsamt Cailaco, Gemeinde Bobonaro). 2015 lebten in der Aldeia 726 Menschen.

## Geographie
Tapomeak bildet eine Exklave Manapas am Westufer des Flusses Bulobo, einem Nebenfluss des Nunura. Das restliche Territorium Manapas liegt südöstlich auf der anderen Seite des Flusses. Im Westen grenzt Tapomeak an den Suco Ritabou (Verwaltungsamt Maliana). Jenseits des Flusses befinden sich die Aldeia Tatelori im Südosten und im Osten der Suco Meligo.
Durch Tapomeak führt die Überlandstraße von Maliana nach Hatolia Vila. Eine Brücke verbindet die Aldeia mit Meligo, während es zum übrigen Gebiet von Manapa keine festen, direkten Verkehrswege gibt. Das Dorf Samutaben breitet sich entlang der Überlandstraße und deren Seitenstraßen in der Exklave aus. Hier befinden sich der Sitz des Sucos Manapa, eine Grundschule und eine Kapelle.

## Geschichte
Auch in Manapa kam es im Umfeld des osttimoresischen Unabhängigkeitsreferendums 1999 zu Gewalttaten.
Zwischen den 14. und 19. April zwangen indonesische Soldaten und Milizionäre die Einwohner von Manapa in ein Camp in der Aldeia Tapomeak zu gehen. Die meisten Männer waren zu diesem Zeitpunkt bereits aus Manapa geflohen. Am 18. April brannten Milizionäre in Samutaben Häuser von Unabhängigkeitsbefürwortern nieder.

## Politik
2023 wurde Abel da Costa zum Chefe de Aldeia gewählt.